# Baliguian
Baliguian is een gemeente in de Filipijnse provincie Zamboanga del Norte op het eiland Mindanao. Bij de laatste census in 2007 had de gemeente bijna 21 duizend inwoners.

## Geografie

### Bestuurlijke indeling
Baliguian is onderverdeeld in de volgende 17 barangays:
| - Alegria - Diangas - Diculom - Guimotan - Kauswagan - Kilalaban - Linay - Lumay - Malinao | - Mamad - Mamawan - Milidan - Nonoyan - Poblacion - San Jose - Tamao - Tan-awan |

## Demografie
Baliguian had bij de census van 2007 een inwoneraantal van 20.540 mensen. Dit zijn 4.909 mensen (31,4%) meer dan bij de vorige census van 2000. De gemiddelde jaarlijkse groei komt daarmee uit op 3,84%, hetgeen hoger is dan het landelijk jaarlijks gemiddelde over deze periode (2,04%). Vergeleken met de census van 1995 is het aantal mensen met 7.869 (62,1%) toegenomen.

De bevolkingsdichtheid van Baliguian was ten tijde van de laatste census, met 20.540 inwoners op 439,26 km², 46,8 mensen per km².